# Z180
De Zilog Z180 is een door het Amerikaanse Zilog ontwikkelde 8-bit processor en opvolger van de zeer succesvolle Z80-processor.
De processor is compatibel met het merendeel van de software die voor de Z80-processor werd geschreven. De Z180-familie levert hogere prestaties en beschikt tevens over geïntegreerde ondersteunende functies als een klokgenerator, 16-bits counters/timers, interruptcontroller, wait-stategeneratoren, seriële poorten en een DMA-controller.
De geïntegreerde geheugenmanagementeenheid (Engels: memory management unit, afgekort tot MMU) biedt de mogelijkheid tot het aanspreken van 1 MB geheugen. Het is mogelijk om de Z180 dusdanig te configureren dat hij functioneert als een Hitachi HD64180.